# Maria Józefa Hiszpańska

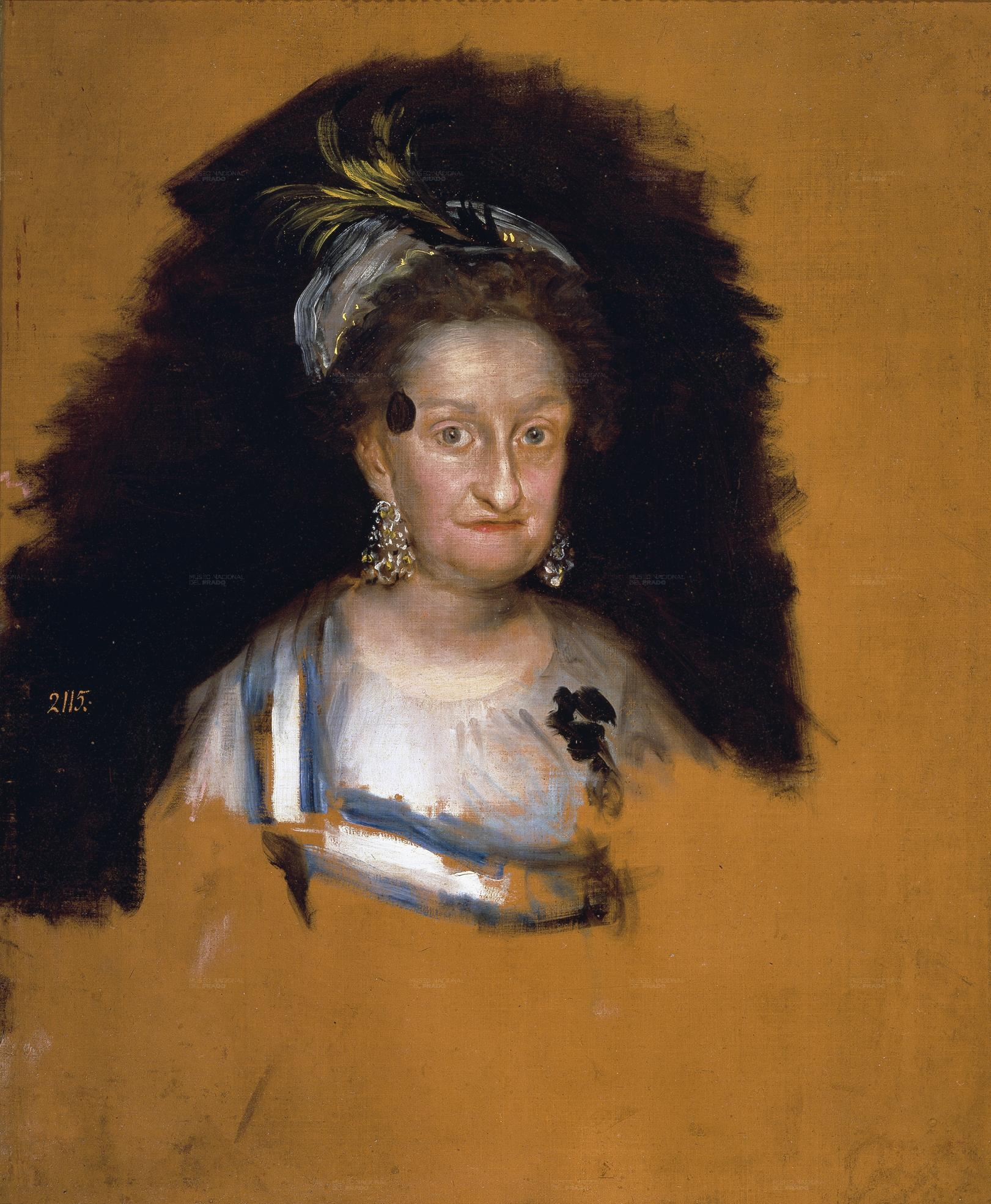
Infantka Maria Józefa – szkic przygotowawczy Goi, na którym infantka ma 66 lat

Maria Józefa Hiszpańska (María Josefa Carmela de Borbón y Sajonia; ur. 6 lipca 1744 w Gaecie, zm. 8 grudnia 1801 w Madrycie) – infantka hiszpańska, księżniczka Neapolu i Sycylii, córka króla Hiszpanii Karola III i Marii Amalii Wettyn, córki króla polskiego Augusta III.
Urodziła się w czasie, gdy jej ojciec był królem Neapolu i Sycylii. Dzieciństwo spędziła w Kampanii. W 1759 roku rodzina przeprowadziła się do Madrytu, gdyż Karol został królem Hiszpanii. Dorosłe życie spędziła na madryckim dworze ojca, a potem brata Karola IV. Nigdy nie wyszła za mąż.

## Życiorys
Ojciec Marii Józefy był królem Neapolu i Sycylii od 1734 roku. W 1738 roku poślubił jej matkę Marię Amalię Wettyn; Maria Józefa była ich czwartym dzieckiem. Księżniczka urodziła się w Gaecie znajdującej się w ówczesnym Królestwie Neapolu, w czasie kiedy jej ojciec prowadził działania wojenne na półwyspie. Otrzymała imię po swojej babce ze strony matki Marii Józefie Habsburżance. Mieszkali w Caserta, niedaleko Neapolu, gdzie król wybudował pałac oraz w Portici, gdzie powstawał zamek. Do ukończenia 7 lat opiekowała się nią markiza San Carlos Cavaniglia. Królowa szczególnie dbała o jej chrześcijańską edukację. Z tego okresu pochodzi miniaturowy portret Marii Józefy wykonany przez włoskiego artystę na płytce z kości słoniowej w kształcie serca, prawdopodobnie należał do jej matki i był noszony jako ozdoba.
Po przedwczesnej śmierci Ferdynanda VI Karol zgłosił pretensje do hiszpańskiego tronu. W czasie uciążliwej podróży z Neapolu do Madrytu cała rodzina zaraziła się odrą. Ostatecznie przybyli do Madrytu w grudniu 1759 roku, gdzie po koronacji ojca Maria Józefa otrzymała tytuł infantki. Hrabia de Fernan-Nuñez, który ją wtedy poznał, opisywał infantkę jako małą, krępą pannę o rysach twarzy podobnych do ojca. Rok po przyjeździe rodziny do Hiszpanii zmarła jej matka Maria Amalia (prawdopodobnie z powodu gruźlicy); Karol III nie ożenił się ponownie. W roku śmierci matki Maria Józefa była ich najstarszym żyjącym dzieckiem, miała jedną siostrę i sześciu braci. Z tego okresu zachował się portret infantki pędzla Antona Raphaela Mengsa.
W 1764 roku Maria Józefa i jej młodsza siostra Maria Ludwika zostały kandydatkami na żonę dla księcia Toskanii, późniejszego cesarza Austrii. Jego żoną została Maria Ludwika. W 1774 roku Maria Józefa ponownie stanęła przed możliwością zawarcia korzystnego małżeństwa, gdyż kilka lat wcześniej zmarła Maria Leszczyńska, żona Ludwika XV. Francuski król odrzucił jednak tę propozycję podając jako przyczynę młody wiek infantki. Maria Józefa miała wtedy 30 lat, a on 58 – dlatego bardziej prawdopodobne jest, że prawdziwym powodem odmowy był jej brak urody (do Paryża wysłano jej portret).
Następnie Karol III próbował ożenić Marię Józefę ze swoim bratem, a jej wujem Ludwikiem Antonim. Ludwik Antoni, dla którego rodzice zaplanowali karierę sakralną (został kardynałem w wieku 7 lat), odmówił przyjęcia święceń, gdyż nie odpowiadało mu życie duchownego. Zaakceptował Marię Józefę jako kandydatkę na żonę, ta jednak odrzuciła go w obawie przed zarażeniem się chorobą weneryczną od mającego sławę rozwiązłego infanta. Ostatecznie Maria Józefa nigdy nie wyszła za mąż.
Po śmierci ojca w 1788 roku Maria Józefa pozostała na dworze następcy tronu, swojego brata Karola IV. Dwór był wówczas zdominowany przez jego żonę, królową Marię Ludwikę Parmeńską, której infantka nie darzyła sympatią. W 1800 roku Maria Józefa została uwieczniona wraz z cała królewską rodziną na zbiorowym portrecie Goi pt. Rodzina Karola IV. Zachował się również portret infantki wykonany przez Goyę w charakterze szkicu przygotowawczego. Goya przedstawił infantkę w wyjątkowo realistyczny sposób, ze szczegółami oddając fizjonomię jej postarzałej i nieatrakcyjnej twarzy. Oba dzieła znajdują się w zbiorach Muzeum Prado.
Maria Józefa nie cieszyła się dobrym zdrowiem, często zdarzały jej się upadki i złamania kości. Zmarła w 1801 roku w Pałacu Królewskim w Madrycie, kilka lat przed tym jak jej brat utracił tron i udał się na wygnanie. Została pochowana w klasztorze karmelitanek w Madrycie, którym się opiekowała. W 1877 roku jej prochy zostały przeniesione do Panteonu Infantów w Eskurialu.

## Genealogia
| 4. Filip V Hiszpański        |  |                         |  |  |                        |
|                              |  | 2. Karol III Hiszpański |  |  |                        |
| 5. Elżbieta Farnese          |  |                         |  |  |                        |
|                              |  |                         |  |  | 1. Maria Józefa Burbon |
| 6. August III Sas            |  |                         |  |  |                        |
|                              |  | 3. Maria Amalia Wettyn  |  |  |                        |
| 7. Maria Józefa Habsburżanka |  |                         |  |  |                        |
|                              |  |                         |  |  |                        |